# Ligament cunéo-cuboïdien plantaire
Le ligament cunéo-cuboïdien plantaire (ou ligament cuboïdo-cunéen plantaire) est un ligament de l'articulation cunéo-cuboïdienne.
Le ligament cunéo-cuboïdien plantaire est une courte bande fibreuse qui s'attache sur le bord inférieur de l'os cunéiforme latéral. Il se termine sur la face inférieure de l'os cuboïde en arrière de la tubérosité de l'os cuboïde.